# Gmelina moluccana
Gmelina moluccana là một loài thực vật có hoa trong họ Hoa môi. Loài này được (Blume) Backer ex K.Heyne mô tả khoa học đầu tiên năm 1917.